# Трынка, Пол
Пол Трынка (англ. Paul Trynka) — британский рок-журналист и писатель. С 1999 по 2003 годы являлся редактором музыкального журнала Mojo, помимо этого, в период карьеры занимал должность редактора журналов Q и International Musician. В 2004 году занимался редактированием серии специальных выпусков (Special Limited Edition) журнала Mojo о группе The Beatles, изданных Dorling Kindersley. Также публиковался в The Independent и Classic Rock и писал статьи о музыке, моде, дизайне и путешествиях для The Guardian, Elle, Blueprint, и ряда других изданий. Прежде чем заняться журналистикой был профессиональным музыкантом, сотрудничал с лейблами Beggars Banquet и Fantasy.

## Карьера писателя
Трынка выступил автором/соавтором следующих книг: Electric Guitar (1993), Portrait of the Blues (1996) и Denim (2001). В 2011 году, после нескольких лет работы, году выпустил книгу Starman: David Bowie, биографию английского рок-музыканта Дэвида Боуи. В статье для The New York Times публицист Дуайт Гарнер описал её как «рок-биографию чуть лучше среднего [уровня]».
В 2014 году Трынка опубликовал книгу Sympathy for the Devil: The Birth of the Rolling Stones and the Death of Brian Jones, биографию гитариста The Rolling Stones Брайана Джонса (в США была издана под названием Brian Jones: The Making of the Rolling Stones). В своей рецензии для The New York Times Ларри Рохтер писал, что книга Трынки «бросает вызов стандартной версии событий», признавая важность Джонса наравне с Миком Джаггером и Китом Ричардсом, и добавил: «Хотя г-н Трынка иногда преувеличивает долгосрочное культурное влияние Джонса, его ревизионистская история, лучшая в своём роде — скрупулёзно исследованная и убедительно аргументированная — и должна быть интересна любому поклоннику Стоунз».
Помимо этого Трынка выступил автором биографии Игги Попа Iggy Pop: Open Up and Bleed (в России была выпущена под названием «Игги Поп. Вскройся в кровь», издательством АСТ в 2020 году). Рецензент газеты The Guardian описал содержании книги, как «собирающее воедино хаотичную историю жизни этого зачастую сумасбродного музыканта в подробных и скрупулёзно непредвзятых деталях».